# Saint-Joseph (Loire)
Saint-Joseph település Franciaországban, Loire megyében. Lakosainak száma 1978 fő (2022. január 1.). Saint-Joseph Rive-de-Gier, Saint-Martin-la-Plaine és Chabanière községekkel határos.

## Népesség
A település népessége az elmúlt években az alábbi módon változott:
| Lakosok száma | 1147 | 1200 | 1414 | 1784 | 1910 | 1897 | 1901 | 1928 | 1949 | 1978 |
|               | 1968 | 1982 | 1990 | 2006 | 2013 | 2015 | 2017 | 2019 | 2020 | 2022 |